# さよなら (かりゆし58の曲)
「さよなら」はインディーズバンド・かりゆし58が2009年2月4日に発売した6枚目のシングル。

## 概要
前作「ナナ」から約3ヶ月ぶりのリリースで、初のオリコン週間チャートトップ10入りを果たした作品。また、日本テレビ『銭ゲバ』の主題歌で、かりゆし58がドラマ主題歌を務めるのはこの作品が初となった。
ジャケットには初回・通常盤共に『銭ゲバ』の主演・松山ケンイチが出演。同ドラマの役名・蒲郡風太郎の格好で出演している。

## 収録曲

### 通常盤
1. さよなら
日本テレビ『銭ゲバ』主題歌
2. ミライドン
3. 魚 (UO)
4. さよなら (originalkaraoke)

### 初回生産限定盤
CD
1. さよなら
2. ミライドン
3. 魚 (UO)

DVD
1. さよなら (PV)
2. メイキング映像

- 全曲　作詞・作曲：前川真悟